# Mangkunegara VIII

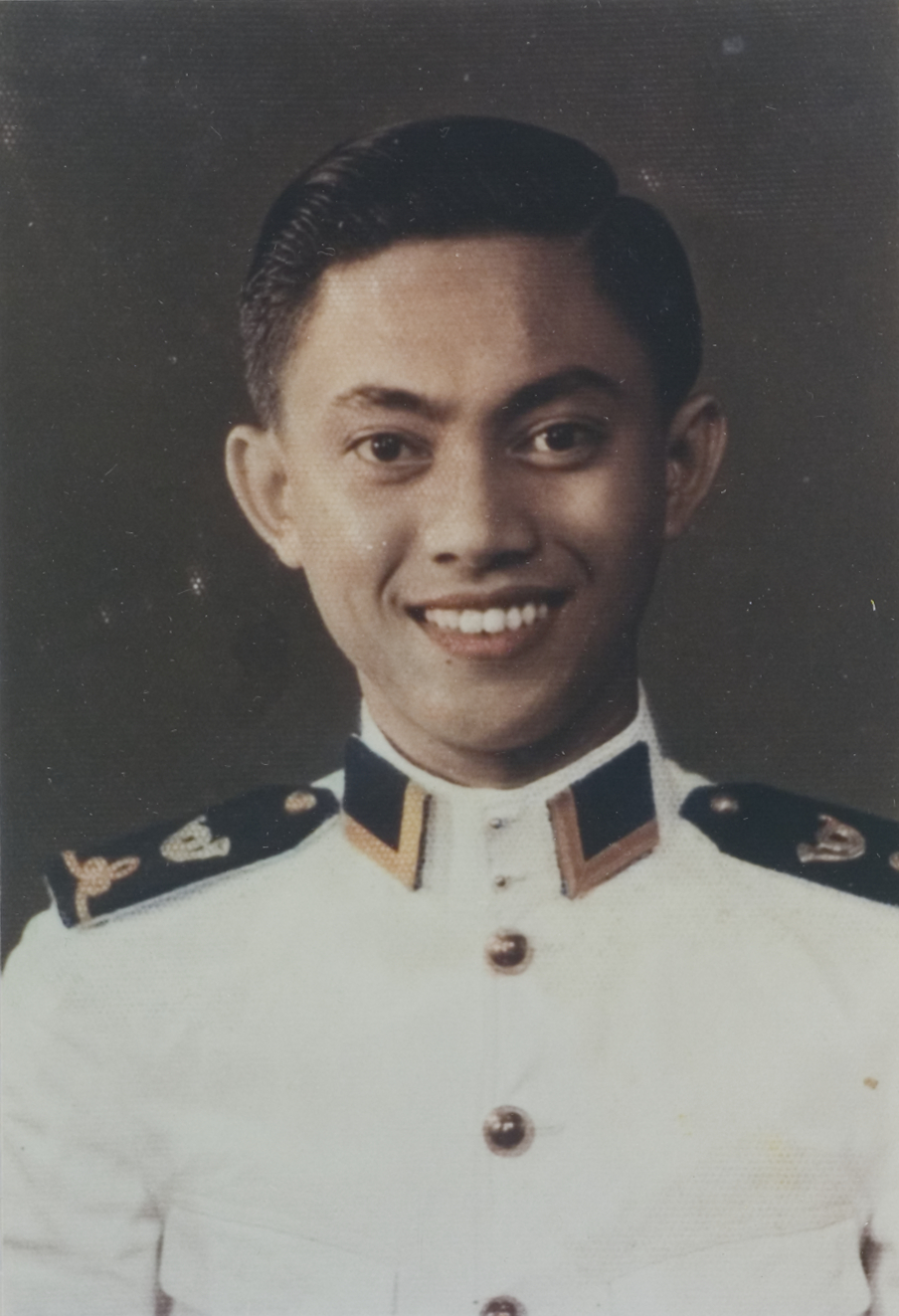
Mangkoenegara VIII omstreeks 1940

Kanjeng Gusti Pangeran Adipati Arya Mangkunagara VIII (Kartosuro, 7 april 1925 - Surakarta, 2 augustus 1995) was de zelfregeerder van Mangkunegaran, een vorstenland op Java. De prins regeerde als vazal van de susuhunan van Surakarta en de Nederlanders.
Mangkunegara VIII regeerde van 1944 tot 1945. De trouwe vazal van Nederland werd door de Indonesische vrijheidsstijders niet vertrouwd. Net als de eveneens pro-Nederlandse susuhunan verloor hij zijn macht. Hij bleef tot zijn dood in 1987 vorst van de Mangkunegaran en de kraton bleef een centrum van Javaanse cultuur, een politieke rol speelde de vorst niet meer.